# Enrique Díaz Araujo
Enrique Díaz Araujo (Mendoza, Argentina, 25 de abril de 1934-4 de febrero de 2021) fue un abogado, historiador y escritor argentino.

## Biografía
Realizó sus estudios de abogacía e historia en la Universidad de La Plata, Provincia argentina de Buenos Aires. Ha sido funcionario judicial, juez de instrucción y camarista en lo criminal, pero su labor más destacada ha sido como docente, historiador y escritor católico y nacionalista.
Fue profesor titular por concurso de Historia Argentina Contemporánea en las Facultades de Ciencias Políticas y Sociales y Filosofía y Letras de la Universidad Nacional de Cuyo. Docente investigador de la categoría 1-A del Concejo Interuniversitario Nacional, fue miembro titular de la Comisión Nacional de Categorizaciones del mismo. En Chile dictó clases de Historia Americana en casas de Altos Estudios de Valparaíso y Santiago, como más adelante lo efectuó en la Universidad Autónoma de Guadalajara, México. En el año 2010 fue uno de los dos argentinos elegidos para representar al país en el Congreso Internacional de Roma, convocado por la Comisión de Cultura Vaticana.
Fue miembro de la Junta de Estudios Históricos de Mendoza, en Argentina, con reconocimientos internacionales por su labor, ha sido Director del Instituto de Derecho Público, en la Facultad de Ciencias Jurídicas y Sociales de la Universidad de Mendoza y miembro de la Comisión Asesora del Centro Bibliográfico de la Biblioteca Central.[cita requerida]
Al enviudar se instaló en La Plata, dictando clase en la Universidad Católica de esa ciudad. Vuelto a casar, continuó como investigador de la Universidad Católica de La Plata.
Declaradamente nacionalista católico y antiperonista, en su juventud formó parte de los comandos civiles. En el último tiempo, concordaba con el Partido NOS.
«Registremos pues, por anticipado, que seremos «fascistas», «macartistas», «reaccionarios», «obscurantistas», «inquisitoriales», «totalitarios», partidarios de la Gestapo y de los cosacos, lacayos del capitalismo y cuantas cosas más que se les venga en ganas decir. Ninguno de estos epítetos nos preocuparán ni nos impedirán decir lo que vamos a decir»

## Obras históricas
- "América la bien donada"
- "Teoría de la Independencia Americana"
- "Colón"
- "El evolucionismo"
- "Don José y los chatarreros"
- "La primera América"
- "La Epopeya Cristera"
- "El GOU: una experiencia militarista en la argentina"
- "Las Casas, visto de costado"
- "Argentinos en Chile, 1845-1855"
- "Ernesto Guevara de la Serna, Aristócrata, Aventurero y Comunista"
- "Mayo Revisado" (tomos 1, 2 y 3)
- "San Martín: Cuestiones Disputadas" (tomos 1 y 2)
- "Del laicismo del '80 a la reforma universitaria del '18" (tomos 1, 2 y 3)
- "Los Vargas de Mendoza" (tomos 1 y 2)
- "La Política de Fierro; José Hernández de ida y vuelta"
- "1930 Conspiración y Revolución" (tomos 1 y 2)
- "Protagonistas del Descubrimiento de América"
- "La Rebelión de los Adolescentes"
- "1982, Malvinas lo que no fue (historia no oficial)"
- "La teoría Política de Julio Irazusta"
- "Apuntes de Historia Contemporánea: Yrigoyen y la guerra" (tomos 1 y 2)
- "Los Nuevos Cristeros (Cuadernos rojos revolución marxista en América)"
- "El Sandinismo Nicaragüense (Cuadernos rojos revolución marxista en América)"
- "Internacionalismo Salvaje (Cuadernos rojos revolución marxista en América)"
- "José Ingenieros"
- "Estudios Malvinenses"
- "Años del cuarenta: La Argentina en la Hora norteamericana (El sino de Chapultepec)" (tomo 1 y 2=
- "Del amor y de la Guerra; Mariano Necochea, Vicente Fidel López y la Loca de la Guardia"
- "¿Nunca viviremos en Primavera?" (Novela- Seudónimo Javier Pacheco)
- "Paralelas Moradas" (Novela- Seudónimo Javier Pacheco)
- "Octubre Azul" (Novela- Seudónimo Javier Pacheco)
- "La Semilla muerta" (Novela- Seudónimo Javier Pacheco)
- "Aquello que se llamó la Argentina"
- "Hombres olvidados de la Organización Nacional I, Facundo Zuviría"
- "Hombres olvidados de la Organización Nacional II, Mariano Fragueiro"
- "Dos planes de Organización Nacional"
- "Dalmacio Vélez Sarsfield"
- "Eduardo Wilde"

## Obras críticas
- "Crítica de las teorías economicistas del imperialismo"
- "La rebelión de la nada"
- "Maritain y la cristiandad liberal"
- "La guerrilla en sus libros" (tomos 1, 2, 3 y 4)
- "Prometeo desencadenado o la ideología moderna"
- "Los Liberales" (Seudónimo Javier Pacheco)
- "Orígenes del democratismo latinoamericano"
- "La política del bien común"
- "Ensayos Básicos"
- "Ensayos Ásperos"
- "Propiedad indígena (Glosas críticas)"
- "Argentina: análisis de su pasado; Soluciones para su presente"